# 237
Évszázadok: 2. század – 3. század – 4. század
Évtizedek: 180-as évek – 190-es évek – 200-as évek – 210-es évek – 220-as évek – 230-as évek – 240-es évek – 250-es évek – 260-as évek – 270-es évek – 280-as évek
Évek: 232 – 233 – 234 – 235 –  236 – 237 – 238 – 239 – 240 – 241 – 242

## Események

### Római Birodalom
- Lucius Marius Perpetuust és Lucius Mummius Felix Cornelianust választják consulnak.
- Maximinus Thrax császár folytatja hadjáratát a szarmaták és dákok ellen, majd Sirmiumban telel.
- A birodalom bizonytalan belpolitikai helyzetét kihasználva a szászánida I. Ardasír ismét a római Mezopotámiára támad, elfoglalja Niszibiszt, majd ostrom alá veszi Hatrát.
- Babülaszt választják Antiochia pátriárkájává.

### Kína
- Cao Zsuj, Vej császára udvarába rendeli lázadozó vazallusát, a Laiotung-félszigetet uraló Kung-szun Jüant, ő azonban ezt megtagadja és kikiáltja függetlenségét. A császár hadsereget küld ellene, de az esős időjárás megakadályozza az előrehaladását. Kung-szun Jüan a nomád hszienpejekkel szövetkezik.
- Meghal Liu San, Su Han állam császárának felesége, Csang. A császár felesége húgát veszi maga mellé.

## Születések
- II. Philippus, római császár

## Fordítás
- Ez a szócikk részben vagy egészben  a(z)   237 című angol Wikipédia-szócikk ezen változatának fordításán alapul.  Az eredeti cikk szerkesztőit annak laptörténete sorolja fel. Ez a jelzés csupán a megfogalmazás eredetét és a szerzői jogokat jelzi, nem szolgál a cikkben szereplő információk forrásmegjelöléseként.